# Antonio Peñalver
Antonio Peñalver Asensio (* 11. Dezember 1968 in Alhama de Murcia) ist ein ehemaliger spanischer Zehnkämpfer.
Sein größter Erfolg war der Gewinn der Silbermedaille bei den Olympischen Spielen 1992 in Barcelona.
Peñalver Asensio gewann zudem bei den Halleneuropameisterschaften 1992 in Genua Bronze im Siebenkampf.

## Persönliche Bestleistungen
- Zehnkampf: - 8478 Punkte (1992)
- Siebenkampf (Halle): - 6062 Punkte (1992)

## Sonstiges
Bei einer Körpergröße von 1,94 m betrug Peñalvers Wettkampfgewicht 90 kg.